# Neoguraleus manukauensis
Neoguraleus manukauensis é uma espécie de gastrópode do gênero Neoguraleus, pertencente a família Mangeliidae.